# Lighttpd
lighttpd (произнася се лайти) е уеб сървър, специално проектиран да бъде бърз, сигурен и заемащ минимално количество ресурси. Първоначално е проектиран от немския програмист Ян Кнешке (работил за MySQL) като решение на проблем C10K – обслужване на 10 000 едновременни заявки на уеб сървър, но впоследствие придобива световна популярност.

## Възможности
lighttpd е оптимизиран да обслужва максимално количество заявки, заемайки възможно най-малко системни ресурси. Това го прави желан избор в среди, които имат проблеми с натоварването. Приложението може да работи в Unix/Linux среди и Windows (чрез Cygwin).
lighttpd поддържа системната функция chroot, което допринася за сигурността му. Включена е и поддръжка на FastCGI, CGI, SSL, TLS, LDAP автентикация, RRDTool, WebDAV, виртуален хостинг, транслиране на адреси, компресия и много други.

## Употреба
По статистика на Netcraft (септември 2010) lighttpd е на пето място по пазарен дял, обслужвайки 1 818 032 сайта, равняващи се на 0,80% от общия брой сайтове.
lighttpd се използва от множество уебсайтове с голям трафик, сред които и много такива с повече от 1000 заявки в секунда като: MySpace, YouTube, The Pirate Bay, mininova.org, isohunt.com.